# 普門寺 (京都市)
普門寺 (京都市)（ふもんじ）は、かつて京都府京都市東山区東福寺隣にあった臨済宗の寺院であった。山号は凌霄山。

## 歴史

### 臨済宗京都十刹
藤原道家の開基、円爾を開山とする。
東福寺が完成する前に、藤原道家が開山を迎えた寺。普門院の額は、無準師範筆、観音立像を安置する。渡辺了慶、海北友松筆の襖絵七十四面がある。
1380年（康暦2年）足利義満により準十刹に列せられた後、1386年（至徳3年）7月10日、足利義満により京都十刹に列せられる。
普門寺が廃寺となった年は判っていない。その名称のみが東福寺常楽庵の客殿・庫裏・塔司寮に伝えられている。